# Wilhelm Dobbek
Wilhelm Dobbek (* 29. Mai 1888 in Flatow, Westpreußen; † 4. März 1971 in Weimar) war ein deutscher Pädagoge.

## Leben
Dobbek besuchte das Gymnasium in Graudenz. Nach dem Abitur studierte er an der Philipps-Universität Marburg, der Friedrich-Wilhelms-Universität zu Berlin und der Königlichen Universität zu Greifswald Philologie.
Er nahm am Ersten Weltkrieg teil und erhielt das Eiserne Kreuz I. Klasse. Unter Direktor Hans Timreck war er 1921/22 Studienrat am Gymnasium Marienwerder. Nachdem Timreck 1922 Direktor des Königlichen Wilhelms-Gymnasiums geworden war, holte er Dobbek 1923 nach Königsberg nach. Dobbek wurde Oberstudienrat und nebenamtlicher Leiter des Studienseminars, dem die pädagogische Ausbildung aller Referendare in Ostpreußen oblag. In der Zeit des Nationalsozialismus wurde er als Leiter der Oberrealschule nach Mohrungen versetzt. Im Januar 1945 aus Ostpreußen geflohen, fand er Zuflucht in Weimar. In Herders Geburtsstadt widmete er sich dem Werk seines Seelenverwandten. Zu seinen Publikationen gehört die fünfbändige Werkausgabe (mit einem zusätzlichen Band Briefe) im Volksverlag Weimar. Sie wurde später im Aufbau-Verlag (Berlin und Weimar) wieder aufgelegt und nach Dobbeks Tod von Regine Otto herausgegeben. Dobbek war außerdem Herausgeber einer Auswahl von August von Einsiedels Ideen, die nur durch Exzerpthefte in Herders Nachlass überliefert sind. Nach 26 Jahren in Weimar starb Dobbek im 83. Lebensjahr.

## Schriften
- J. G. Herders Humanitätsidee als Ausdruck seines Weltbildes und seiner Persönlichkeit. Braunschweig, Berlin, Hamburg 1949.
- J.G. Herders Weltbild. Versuch einer Deutung. 1969.
- Karoline Herder. 1963.